# Spartan (Apfel)
Der Spartan ist eine Sorte des Kulturapfels (Malus domestica).
Er zählt zu den Winteräpfeln und ist für seine charakteristische rote Färbung und seinen süßlichen Geschmack bekannt. Der Spartan ist ein mittelgroßer Apfel mit weißem Fruchtfleisch und härterer, rot-violetter Schale. Er ist gut geeignet zur Lagerung. Der Baum ist gut frosthart und nur wenig anfällig für Krankheiten.
Der Ursprung des Spartan liegt in Summerland, British Columbia, wo er 1926 von R. C. Palmer gezüchtet und 1936 durch die Federal Agriculture Research Station vorgestellt wurde.
Er ist eine Kreuzung der nordamerikanischen Sorte McIntosh mit dem Yellow Newtown Pippin.